# 13 dies d'octubre
13 dies d'octubre és un telefilm català de drama històric dirigit per Carlos Marques-Marcet amb un guió de Roger Danès i Alfred Pérez Fargas en base al consell de guerra i execució del president de la Generalitat de Catalunya Lluís Companys i Jover. Fou produïda per Batabat, Lastor Media i Televisió de Catalunya. Ha estat doblada al català i emesa per TV3 el 10 de setembre de 2015.

## Argument
Després de ser detingut per la Gestapo a França, el 3 d’octubre de 1940 el president de la Generalitat Lluís Companys i Jover és entregat a les autoritats franquistes i tancat al castell de Montjuïc, on se li farà un consell de guerra sota l’acusació de «rebel·lió contra l’estat». Se li asigna com a defensor un militar franquista català, el capità d'artilleria Ramón de Colubí y Chánez. Companys és convençut que el judici és un mer tràmit i que la seva condemna a mort ha està dictada, però el capità Colubí pretén que el judici sigui veritablement just i que Companys pugui defensar-se dignament. Durant els 13 dies que dura el procés, poc a poc, l’aversió que Colubí sent inicialment pel president es transforma en respecte. Alhora, el règim intenta amagar el procés i jutjar-lo de pressa per tal de no convertir Companys en un màrtir i un símbol.

## Repartiment
- Carles Martínez... Lluís Companys
- Óscar Muñoz ... Ramón de Colubí
- Clara Segura... Ramona Companys
- Josean Bengoetxea ... Enrique de Querol
- David Marcé... Bravo Montero
- Sergi Torrecilla ... Quintana
- David Vert ... Cortés
- Francesca Piñón... Neus Companys
- Jordi Llovet ... 	Manuel
- Jordi Figueras 	 ... 	Capellà Moreno
- Maria Rodríguez Soto ... Mecedes de Colubí
- Antonio Dechent... Luis Orgaz Yoldi

## Premis
Fou guardonada amb el Gaudí a la millor pel·lícula per a televisió de 2016.